# インフィニティ・Q70
Q70は、日産自動車の高級車ブランドであるインフィニティが製造・販売していた自動車である。

## 概要
インフィニティが発表した2014年モデル以降の全ラインアップに対する新ネーミング戦略によって、「インフィニティ・M」から「インフィニティ・Q70」へと車名が変更された。
中国に続き米国向けとしては初のロングホイールベース（LWB）車が設定された。
テールライトは全てLED化され、ヘッドライトの一部にLEDを使用している。
2019年、日本国内でもインパルを通して販売を開始。ベースは北米仕様車で灯火類などを国内の法規に合わせての販売となる。
2019年をもって北米での販売を終了した。中国ではロングホイールベースのQ70Lが2022年8月まで販売されていた。